# 2-(2-エトキシエトキシ)エタノール
2-(2-エトキシエトキシ)エタノール(2-(2-ethoxyethoxy)ethanol)は、工業的溶媒の一つ。カルビトール(Carbitol)、カルビトールセロソルブ(Carbitol cellosolve)、トランスクトール(Transcutol)、ジオキシトール(Dioxitol)、ポリソルブ(Poly-solv)、ドワナール(Dowanal) などの別名・商標名がある。無色透明の吸湿性・可燃性の液体である。アルコールとエーテル基があり、トリエチレングリコールのヒドロキシル基の一つが欠落した構造をしており、化学式はCH3CH2OCH2CH2OCH2CH2OHである。
直接触れると脂肪の浸出により皮膚が乾燥し、また、目をやや刺激する。
消防法に定める第4類危険物 第3石油類に該当する。